# Mount Ayr, Iowa
Mount Ayr là một thành phố thuộc quận Ringgold, tiểu bang Iowa, Hoa Kỳ. Năm 2010, dân số của thành phố này là 1691 người.

## Dân số
Dân số qua các năm:
- Năm 2000: 1822 người.
- Năm 2010: 1691 người.